# Elizabeth Harvey
Elizabeth Harvey (geb. 1957) ist eine britische Historikerin.

## Studium und Tätigkeiten
Elizabeth Harvey studierte Geschichtswissenschaft und promovierte 1987 an der  University of Oxford. Anschließend war sie an der  University of Salford  und der University of Dundee tätig. Bis 2005 arbeitete sie als Senior Lecturer an der University of Liverpool. Seither wirkt sie als Professorin an der University of Nottingham. 2004 und 2008 war sie zudem Gastprofessorin an der Universität Wien. 
Die Historikerin forscht und lehrt zu den Themen Deutschland im 20. Jahrhundert, vergleichende Kultur- und Sozialgeschichte Europas im 20. Jahrhundert mit den Schwerpunkten Gender, Nationalismus, Imperialismus, Jugend und Jugendbewegung, Krieg und Wiederaufbau, vergleichende Geschichte der Wohlfahrt sowie Geschichte der Bildwissenschaft.
Sie gehört seit April 2013 der Unabhängigen Historikerkommission zur Aufarbeitung der Geschichte des Reichsarbeitsministeriums in der Zeit des Nationalsozialismus an. Sie ist Vorsitzende der wissenschaftlichen Gesellschaft German History Society.

## Werke
Zu den wichtigsten Veröffentlichungen von Elizabeth Harvey gehören:
- Youth and the Welfare State in Weimar Germany, Clarendon Press, Oxford 1993; ISBN 0-19-820414-0.
- Women and the Nazi East. Agents and witnesses of Germanization, Yale University Press, New Haven, Conn. [u. a.] 2003, ISBN 0-300-10040-X.
  - Deutsch: „Der Osten braucht dich!“ Frauen und nationalsozialistische Germanisierungspolitik. Aus dem Engl. von Paula Bradish, Hamburger Edition, Hamburg 2010 ISBN 978-3-86854-218-9.
- zusammen mit Johanna Gehmacher und Sophia Kemlein (Hrsg.): Zwischen Kriegen: Nationen, Nationalismen und Geschlechterverhältnisse in Mittel- und Osteuropa 1918–1939 (Einzelveröffentlichung des Deutschen Historischen Institutes Warschau, 7), fibre, Osnabrück 2004, ISBN 3-929759-48-9.